# ویسکی
ویسکی (به انگلیسی: Whisky) نام رده گسترده‌ای از نوشیدنی‌های الکلی است؛ که از تخمیر دانه‌های غلات به‌دست می‌آید و پس از تقطیر در بشکه‌هایی از چوب بلوط جا می‌افتد. برای تهیه گونه‌های مختلف ویسکی از غلات گوناگونی استفاده می‌شود از جمله جو، چاودار، مالت، گندم و ذرت. الکل حاصل شده از تخمیر و تعریق غلات یا مالت که در بشکه چوبی آمیزه «خوابانده» شود را ویسکی می‌نامند. ویسکی انواع مختلف دارد که بستگی به نوع مواد و محل تهیه آن دارد.
ویسکی‌های ساخت اسکاتلند همیشه به صورت Scotch نوشته می‌شوند؛ و ویسکی‌سازی‌های ژاپن و کانادا نیز از این روش نگارش پیروی می‌کنند. در مقابل، ویسکی‌سازی‌های ایرلند و به پیروی از آن آمریکا، ویسکی را Whiskey می‌نویسند.

## انواع ویسکی
ویسکی اندریان، ویسکی اموک، ویسکی استرالیایی، ویسکی ایرلندی، ویسکی مالت، ویسکی چاودار، ویسکی خالص، ویسکی تنسی از انواعی است که مواد اولیه، روش تهیه و آمیزه‌های مختلف دارد.

## تولید ویسکی
گام اول تولید ویسکی تهیه حریره غله که حرارت دیده و آنزیمهای مناسب زده شده، یا مالت جو یا مخلوطی از هر دو می‌باشد. در این بچ ترش شده مقداری از بچ قبلی را اضافه و پس از تخمیر آن را تعریق می‌کنند. تعریق می‌تواند با استفاده از دیگ پخت معمولی یا برج تقطیر باشد. دوآتشه کردن الکل (تقطیر مجدد الکل) سهم مهمی دارد و ویسکی ایرلندی را سه بار تقطیر می‌کنند. الکل حاصل بین ۶۰٪ تا ۸۰٪ می‌شود و هر چند بار که تعریق شود، طعم غله را بیشتر از دست می‌دهد. الکل حاصل را در بشکه چوب بلوط آمیزه می‌کنند. گاهی نیز از بشکه‌ای که قبلاً در آن براندی تهیه شده، استفاده می‌کنند. در کارخانجات مدرن نیز از بشکه‌های از جنس فولاد ضدزنگ که با در پوش از جنس چوب بلوط و به همراه مقداری تراشه چوب بلوط در الکل برای رنگ و طعم دادن استفاده می‌شود.
تئوری مطلوب آن است که مقدار ۶۰ لیتر حجم حریره قبل از پختن شامل آب و ۱۰ کیلوگرم غله را تخمیر و تعریق نموده و حدود ۳ تا ۳٫۵ لیتر الکل اتیلیک خالص تولید که معادل حدود ۸ لیتر ویسکی با درجه الکلی ۴۰٪ است. ساده‌تر آنکه با بهترین مواد و داشتن امکانات کافی از هر کیلو غله می‌توان یک بطری ویسکی (۷۵۰ سی‌سی) تهیه کرد ولی در عمل گاهی تا ۴۰٪ تلفات را باید پیش‌بینی کرد.

### آماده‌سازی غله
غلات بایستی کاملاً پاک و تمیز شده و از گرد و خاک و آلودگی‌های دیگر مبری و یکدست باشند.
- ویسکی غلات: غلات غیر از جو را ابتدا آسیاب و بلغور کرده و به صورت زبر و خشن و یکدست درآورد. بلغور حاصل را با آب مخلوط و می‌گذارند خیس بخورد و سپس آن را مانند حریره می‌پزند تا جداره سلولزی حاوی نشاسته شکسته شود. می‌توان آن را در دیگ روباز با حرارت ۱۰۰ درجه سانتیگراد به‌مدت یک ساعت پخت.
- ویسکی مالت: جو را ابتدا تبدیل به مالت سبز نموده که قدری تفاوت با مالت تهیه آبجو دارد و آن هم آن است که باید زمان بیشتری داد تا نوک ساقه سفید قدری تغییر رنگ دهد و به رنگ سبز روشن یا بنفش کمرنگ در آید. این جوانه زدن باعث تولید آنزیم آمیلاز می‌شود که نشاسته موجود در جو را به شیرینی تبدیل می‌کند. مالت سبز را با حرارت هوای داغ خشک می‌کنند. پس از خشک شدن آن را با کمک آسیاب تبدیل به بلغور نموده که همان مالت مخصوص ویسکی است.
- اسکاچ: در تهیه اسکاچ از تورب (زغال سنگ نارس) برای حرارت دادن استفاده می‌شود که طعم دودی اسکاچ مربوط به سوخت ناقص تورب همراه با دود می‌باشد.

### حریره
دانه‌های پخته شده و مالت ویسکی را با آب گرم مخلوط می‌کنند. در اثر فعل و انفعالات آمیلاز (دلسترین) موجود در جو بر نشاسته دانه‌های پخته شده اثر گذاشته و پس از چند ساعت مایع موجود رنگی کدر بخود می‌گیرد و در حقیقت تخمیر به آهستگی آغاز می‌شود. این مخلوط را با دقت صاف و تصفیه کرده تا مایع حریره حاصل شود. در تهیه اسکاچ فقط از مالت ویسکی و آب گرم استفاده می‌شود.

### تخمیر
حریره را در بشکه تخمیر می‌ریزند. در آمریکا در بشکه تخمیر باز و در انگلیس از بشکه در بسته استفاده می‌شود. این بشکه، چوبی یا فولاد ضدزنگ است. مخمر را اضافه نموده که می‌تواند مخمر تازه (فرایند تخمیر شیرین یک گرم مخمر آبجو به ازای هر یک کیلو از غلات) یا استفاده از مقداری از بچ قبلی تخمیر (فرایند تخمیر ترش) باشد که روش دوم بسیار مؤثرتر و نتیجه و بازده بهتری دارد زیرا در گرمای محیط سازگارتر و پی اچ (میزان سختی مایع) موجود در بچ قبلی دارای مقدار اسید زیادتری است که رشد باکتریهای نامطلوب را کاهش می‌دهد. کنترل فرایند تخمیر شیرین قدری مشکل است و باید درجه هوای محیط از ۲۷ درجه سانتیگراد بیشتر باشد تا عمل تخمیر بدون نفوذ باکتری‌های مزاحم و فاسد کننده انجام شود. پس از سه یا چهار روز تخمیر پایان می‌یابد و مایع حاصل را که آبجو تعریقی می‌نامند و دارای درجه الکلی حدود ۱۰٪ است و بسیار ناماکول و بد رنگ.

### تعریق

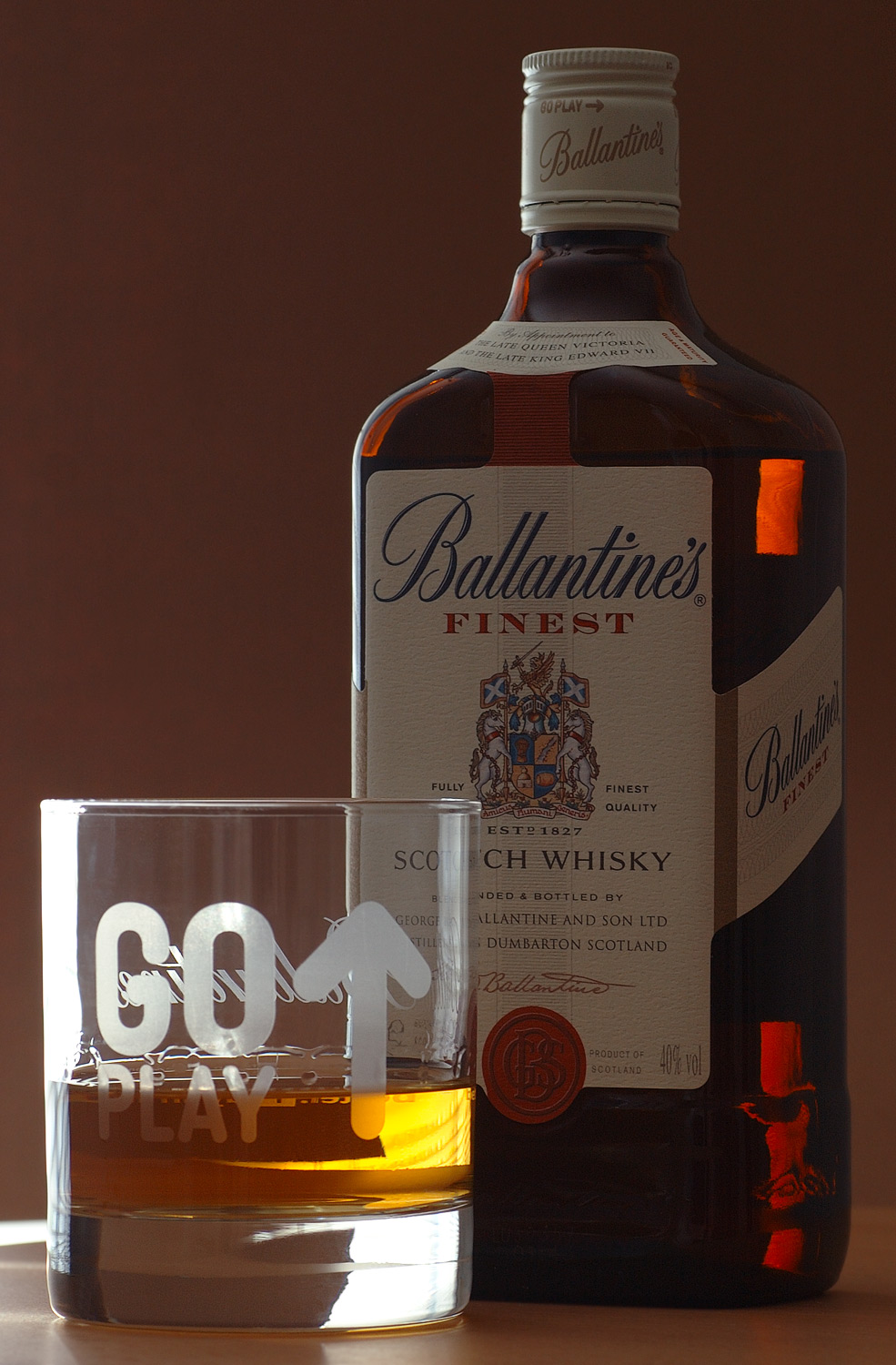
ویسکی اسکاچ مارک بلنتاین

کسانی که ویسکی اسکاچ تهیه می‌کنند از دیگ‌های تعریقی مسی سنتی استفاده می‌کنند. آبجو را تا ۷۸٫۳ درجه سانتیگراد حرارت می‌دهند تا فقط الکل تبخیر و بیشتر آب که در ۱۰۰ درجه تبخیر می‌شود در ظرف باقی بماند. الکل تبخیری را از برج خنک‌کننده آبی عبور داده تا مایع قابل جمع‌آوری در ظرف شود. اغلب کارخانجات امروزی از دیگ‌هایی که سیستم آنان تعریق دایمی است و نیازی به تعویض و تمیز و پر کردن مجدد ندارند استفاده می‌کنند. این دیگ‌ها بسیار بزرگ و فقط استفاده صنعتی دارند. دارای برجی بسیار بلند که از صفحات مشبک متعدد و پر شده از تیله شیشه‌ای است. بخار آب از قسمت تحتانی وارد و آبجو تعریقی از بالای برج تقطیر وارد می‌شود. آبجو تعریق و گاز حاصل به آرامی از صفحات فلزی عبور و به لوله خروجی هدایت و پس از خنک شدن کم‌کم سیلان یافته که همان الکل است. با هر روشی که عمل شود محصول نهایی «مشروب بی‌مایه» نامیده می‌شود که مجدداً آن را تقطیر و دوآتشه نموده تا به درجه الکلی ۷۰٪ برسد که آن را «ویسکی نو» می‌نامند.
در تعریق اولیه ویسکی (مشروب بی‌مایه) از فرمول خاصی متابعت می‌کنند و تقطیر را به سه بخش تقسیم می‌کنند.
1. سر تقطیر: نیمه استکان اول هر پخت و تقطیر که همیشه آن را دور می‌ریزند.
2. میان تقطیر (قلب تقطیر): که مورد استفاده برای تهیه ویسکی قرار می‌گیرد و تا درجه الکلی ۲۰٪ ادامه می‌یابد.
3. ته تقطیر: این تقطیر زیر ۲۰٪ الکل دارد و قابل استفاده برای تهیه ویسکی نیست و دور ریخته می‌شود.

حرارت تعریق و سایر فاکتورهای فیزیکی عوامل تعیین‌کننده درصد میزان آب و الکل و سایر مواد «متجانس» در تولید نهایی است. هر چه درجه خلوص الکل بالا رود طعم غله یا مالت را از دست می‌دهد تا جایی که الکل ۹۵٪ هیچ‌گونه طعم ماده اولیه و «متجانس» را ندارد. این ماده را الکل بی‌رنگ غلات می‌نامند (در ایران الکل بیرنگ با درجه ۹۵ یا بالاتر را الکل سفید یا طبی نیز می‌نامند) و اغلب با مشروبات الکلی با درجه پایین که بوی دلپذیر و دهان مزه خوب دارند، مخلوط تا نتیجه مخلوط الکلی خوبی به‌دست آید. اگر تولید نهایی دارای مقادیر زیادی از متجانس‌های ناهنجار باشد (معمولاً آلدلئیدها، اسیدها، استرها و الکل بیرنگ زیاد)، طعم بدی را تولید می‌کنند که مشروب سازان آن‌ها را با روش‌های مختلف مجزا می‌کنند. یکی از روش‌ها جوشاندن الکل در درجه حرارت پائین‌تر از ۷۸ درجه است که "متجانس هاً از الکل بخار یا مجزا می‌شوند و بعضی نیز از وزن مخصوص الکل سبک ترند و روی الکل شناور می‌شوند که قابل برداشت و خالص سازی هستند.
ویسکی تنسی از آن جهت منحصر بفرد است که «ویسکی نو» را از فیلترهای زغالی متعدد و نمونه ساده خانگی آن (که زغال از چوب درخت افرا تهیه می‌شود) گذرانده و سپس آن را در بشکه چوب بلوط آمیزه می‌کنند. فیلتر زغالی بو و طعم متجانس‌های ناهنجار را گرفته و نتیجه نهایی کار، ویسکی با طعم لطیف و کیفیت عالیست. پس از چند سال (معمولاً سه سال به بالا) آمیزه شدن در بشکه بلوطی یکبار دیگر این ویسکی را از فیلتر زغالی می‌گذرانند که نتیجه آن شاید یکی از بهترین ویسکی‌های آمریکایی است.

### آمیزه کردن (خواباندن)
به «ویسکی نو» آب تصفیه شده چشمه اضافه نموده تا درجه الکلی آن به ۵۰٪ تا ۶۰٪ برای ویسکی آمریکایی و به ۶۵٪ یا بیشتر برای ویسکی اسکاتلندی برسد. ویسکی اسکاچ را در محیطی مرطوب و سرد آمیزه می‌کنند و در نتیجه مقداری از آن آب را بخود جذب و درجه الکلی آن پایین می‌آید. ویسکی آمریکایی را در محیطی گرمتر و خشکتر آمیزه می‌کنند و در نتیجه مقداری آب را از دست می‌دهد و درجه الکلی آن بالاتر می‌رود.
ویسکی را در بشکه چوبی آمیزه می‌کنند. آمیزه کردن ویسکی، فرایند پیچیده‌ای دارد که هنوز کیفیت آن کاملاً روشن نشده است ولی سه عامل اصلی برای آن یافته‌اند.
1. مخلوط الکل و آب و متجانس‌ها در طول زمان بر یکدیگر اثر می‌گذارند.
2. این مواد با اکسیژن هوای خارج در عکس‌العمل‌های اکسیداسیون تأثیرپذیری دارند.
3. آب ممزوج در الکل از چوب بلوط موادی را در خود می‌گیرد و جذب می‌کند که خود فرایند خاص دارند و به مشروب کاراکتر، اصالت و دهان مزه می‌بخشند. سوزاندن رویه چوب این خاصیت را تشدید می‌کند. کمترین زمان نگهداری و آمیزه شدن در بشکه ویسکی حداقل سه سال است که در بعضی انواع تا ۱۵ سال نیز طول می‌کشد که بهمان میزان عمر آمیزه شدن، ویسکی مطلوبتر و بهتر و گرانتر می‌شود.

### مخلوط کردن
ویسکی مالت و اسکاچ را با ویسکی‌های معمولی مخلوط نمی‌کنند و مستقیماً از بشکه آمیزه، شیشه می‌کنند ولی سایر انواع را مخلوط می‌کنند. بچ‌های مختلف را توسط استادان دهان مزه و طعم‌شناس درهم کرده تا طعم بهتر و مناسبتری را یافته و سپس ویسکی مخلوط را شیشه و به بازار عرضه می‌کنند. اغلب الکل بی‌رنگ (الکل طبی) را به ویسکی با طعم خوب ولی الکل درجه پایین اضافه می‌کنند تا طعم مطلوبتر با درجه بالاتری به‌دست آید. شکر سوخته (کارامل) را نیز برای بهبود رنگ بکار می‌برند. استفاده از مقدار کمی شراب (شری یا پورت) برای بهبود طعم نیز مورد نظر است.
مخلوط ویسکی اسکاچ معمولاً از بچ‌های متناسب ویسکی مالت با درجه الکلی بالا را با انواع دیگر ویسکی مالت با درجه الکلی کمتر که طعم و عطر و مزه زیادتری دارند درهم می‌کنند. مخلوط کردن ویسکی از کارهای بسیار تخصصی و مشکلترین انتخاب‌ها در این حرفه است. توضیح کوچک آنکه گاهی ویسکی مالت بسیار مرغوب شامل اختلاط ۱۰۰ نوع ویسکی مالت مختلف است که باید با مقادیر فیزیکی مختلف وارد یک محصول جدید شوند.

## شیشه کردن
ویسکی را مستقیماً از بشکه به درون شیشه هدایت می‌کنند تا طعم دیگری به خود نگیرد و کمتر آن را در مجاورت اکسیژن هوا قرار می‌دهند و در شیشه را تشتک زده یا پیچ می‌کنند.

## کنترل کیفیت
کنترل کیفیت در ویسکی به عهده کارخانه تولید آن می‌باشد و برای بالا بردن سطح محصول انجام می‌شود که طبع آن بر عکس ودکا سرد است.

## انواع محبوب

### بر اساس نوع غلات
- ویسکی ذرت
- ویسکی گندم
- ویسکی چاودار
- ویسکی مالت
- ویسکی مخلوط

### بر اساس محل تولید
- ویسکی اسکاچ
- ویسکی انگلیسی
- ویسکی ایرلندی
- ویسکی ولزی
- ویسکی آمریکایی
- ویسکی بوربن
- ویسکی تنسی
- ویسکی استرالیایی
- ویسکی کانادایی
- ویسکی ژاپنی
- ویسکی آیلا

### بر اساس برند
- جانی واکر
- جک دنیلز
- بلنتاین
- شیواس ریگل
- وایلد ترکی
- لاودرز
- گرنتس
- مون‌شاین
- بیلیز
- بلک اند وایت
- پروپر
- بلک رام
- پاسپورت
- هنسی